# Djupgöl (Lenhovda socken, Småland)
Djupgöl är en sjö i Uppvidinge kommun i Småland och ingår i Mörrumsåns huvudavrinningsområde. Djupgöl ligger i Storasjöområdet Natura 2000-område. Sjöns area är 0,04 kvadratkilometer och den är belägen 250 meter över havet.